# Ferruccio Biasucci
Ferruccio Biasucci (9 gennaio 1942) è un ex cestista francese.

## Carriera
Con la Francia ha disputato i Campionati europei del 1965.